# コミックエリートラボ
『コミックエリートラボ』は、2016年8月25日から講談社のYouTube公式チャンネル「ボンボンTV」で配信されているマンガ紹介番組。

## 概要
パーソナリティこと主任研究員を務める前野智昭と江口拓也が、講談社の人気コミックを研究し、視聴者をその作品のエリートに導くための番組。
基本は音声での配信だが、第0話、第12話、特別編は動画配信。
2017年9月22日配信の第24話後編にて、次回の配信が最終回となり、配信日は未定というお知らせがあった。

## 配信リスト
| 話        | 配信日         | 内容 |
| --------- | -------------- | --- |
| 0         | 2016年8月25日  | お互いを研究⁉︎ 番組紹介（動画） |
| 1         | 2016年9月1日   | 『初恋モンスター』基礎編。 あの名シーンを話す                                                                                             |
| 2         | 2016年9月8日   | 『初恋モンスター』応用編。 紙袋合コンの謎に迫る                                                                                           |
| 3話前編   | 2016年9月16日  | 『あんさんぶるスターズ！』コミカライズ 基礎編 江口が前野にあんスタを説明⁉︎                                                                 |
| 3話後編   | 2016年9月22日  | 『あんさんぶるスターズ！』基礎編続き |
| 4話前編   | 2016年9月29日  | 『あんさんぶるスターズ！』応用編 |
| 4話後編   | 2016年10月6日  | 『あんさんぶるスターズ！』応用編続き。 え？お金の話ですか？                                                                               |
| 5話       | 2016年10月13日 | 寺井赤音『花街ヒイロヲ』基礎編 2人の少女漫画の読み方なども⁉︎ でも、1番気になるのは男花魁についてですね？                                   |
| 6話       | 2016年10月20日 | 『花街ヒイロヲ』応用編 |
| 7話前編   | 2016年10月27日 | はる桜菜『グリモワールの庭』基礎編 哲学的な…って何ですか⁉︎ 踏まれたい靴の話など                                                            |
| 7話後編   | 2016年11月3日  | 『グリモワールの庭』基礎編 大文字で性癖…、SかMかなどの話題が⁉︎ 江口曰く、何かを失っていく番組                                              |
| 8話前編   | 2016年11月10日 | 『出口ゼロ』 なぜ、講談社に勤めたいのかな〜？                                                                                             |
| 8話後編   | 2016年11月17日 | 『出口ゼロ』 涙なくして聴けないこのスケジュール… 一体誰の2年間なのでしょうか⁉︎                                                             |
| 9話前編   | 2016年11月24日 | 『嘘つきボーイフレンド』 男版ハニートラップってなんて言うのでしょう…？                                                                    |
| 9話後編   | 2016年12月1日  | 『嘘つきボーイフレンド』 裸の女性とは？女装って誰が？                                                                                     |
| 10話前編  | 2016年12月8日  | 『青葉くんに聞きたいこと』 2人の学生の頃と今の恋愛観の差が浮き彫りに…⁉︎                                                                    |
| 10話後編  | 2016年12月15日 | 『青葉くんに聞きたいこと』 難攻不落なのはどっち？ 前野と江口とあなたでアフレコ！                                                          |
| 11話前編  | 2016年12月22日 | 殿ヶ谷美由記『池袋ヲトメ道戦記』 前野は昔、〇〇さんのポスターを貼っていた…⁉︎                                                               |
| 11話後編  | 2016年12月29日 | 年末SP 第1夜 殿ヶ谷美由記『だんだらごはん』 作中に出て来る料理に挑戦！2人を襲う衝撃の事件とは⁉︎                                            |
| 11話後編2 | 2016年12月30日 | 年末SP 第2夜『だんだらごはん』 スタッフの凡ミスに阻まれた2人のクッキング 無事玉子ふわふわは完成するのか⁉︎                                  |
| 12話      | 2017年1月5日   | お正月SP（動画）2人の過去を振り返って暴露トークが…(笑) 果たして2人は仲良くなれたのか…                                                     |
| 13話前編  | 2017年1月12日  | ほおのきソラ『戦国ヴァンプ』 毎話に登場する吸血シーン⁉︎ スケベなのは…？                                                                    |
| 13話後編  | 2017年1月19日  | 『戦国ヴァンプ』 戦国時代のクイズに2人が挑む！三好長慶って誰？                                                                            |
| 14話前編  | 2017年1月26日  | さらちよみ『マーメイドボーイズ』 どうすれば動画で2人は人魚の格好になるのかな？                                                            |
| 14話後編  | 2017年2月2日   | 『マーメイドボーイズ』 貝殻の昔懐かしい使用方法について語る                                                                               |
| 15話前編  | 2017年2月16日  | カワハラ恋『淫だらな青ちゃんは勉強ができない』 ヒロイン青ちゃんの名前の由来がヤバイ！稀に見る下ネタ回？                                   |
| 15話後編  | 2017年2月23日  | 『淫だらな青ちゃんは勉強ができない』 青ちゃんのおっぱいの柔らかさはどれだクイズ開催！                                                     |
| 16話前編  | 2017年3月2日   | 鳥海ペドロ『黒豹と16歳』 大人でアダルティーなエロさとは？ 餌付けやペットなんて言葉もたくさん〜！                                          |
| 16話後編  | 2017年3月9日   | 『黒豹と16歳』 アフレコ回！ 下ネタなし？いやいやどうでしょう？                                                                            |
| 17話前編  | 2017年3月30日  | naked ape『孤島の鬼』 色々、コミックエリートラボらしい話題？が満載！                                                                      |
| 17話後編  | 2017年4月6日   | 『孤島の鬼』 ドラマCDでの前野のアフレコシーンを動画でオンエア                                                                             |
| 18話前編  | 2017年4月13日  | 小嶋ララ子『犬鷲百桃はゆるがない』 ブラコン妹×シスコン兄×ストーカー男子の四ツ巴ラブ！ 2人とも「ヤバいやつですねコレ」と興味深々           |
| 18話後編  | 2017年4月20日  | 『犬鷲百桃はゆるがない』 大好評のアフレコ回！ 作品PVもオンエア                                                                            |
| 特別編    | 2017年5月19日  | ドラマCD『孤島の鬼』収録時の前野智昭の動画完全版！                                                                                        |
| 19話前編  | 2017年5月25日  | ほおのきソラ『戦国ヴァンプ』 2人が「クリーンにお届け！」と言っているが 果たしてエロ無しで行けるのか!?                                     |
| 19話後編  | 2017年6月1日   | 『戦国ヴァンプ』 ドラマCDの話。 江口が今回、気がついた竹内のこと。前野も荒牧も…。                                                         |
| 20話前編  | 2017年6月9日   | 『美少年探偵団』 美少年達の痛快でクールな魅力を2人が美しく紹介！ そして2人の誕生日の話も…                                                 |
| 20話後編  | 2017年6月15日  | 『美少年探偵団』 今回は「一番の美脚」を選ぶ企画に挑戦⁉︎ 2人が選ぶ美脚とは…？                                                               |
| 21話前編  | 2017年6月22日  | 『妖怪アパートの幽雅な日常』 登場する妖怪、幽霊にお2人とも興味深々⁉︎                                                                       |
| 21話後編  | 2017年6月29日  | 『妖怪アパートの幽雅な日常』 身近にいそうな妖怪を考える企画に挑戦！アニメ動画も                                                           |
| 22話前編  | 2017年7月6日   | アサダニッキ『王子が私をあきらめない！』 登場する超セレブ王子に驚愕⁉︎ おたよりコーナーでは江口が学生時代に見た赤い彗星 （意味深）のお話も… |
| 22話後編  | 2017年7月13日  | 『王子が私をあきらめない！』 2人のアイディアで王子が人智を超えた…⁉︎ 合言葉は「王子だからさ（ﾄﾞﾔｯ）」今回は意外なハプニングも⁉︎              |
| 23話前編  | 2017年9月1日   | 硝音あや『蝶々事件』 個性豊かなキャラクター達に大興奮！ おたよりコーナーは2人が花火大会についてトーク                                     |
| 23話後編  | 2017年9月7日   | 『蝶々事件』 「事件」にちなんで2人に「あること」がわかる心理テストに挑戦                                                                  |
| 24話前編  | 2017年9月14日  | 紗与イチ『制服のラグナロク』 同業の緑川光が原作の作品に2人大興奮！ 作品にも出てくるソーシャルゲームのガチャについて語る                   |
| 24話後編  | 2017年9月22日  | 『制服のラグナロク』 原作者から頂いたコメント                                                                                             |